# Gare de Blan
La gare de Blan est une gare ferroviaire française de la ligne de Castelnaudary à Rodez, située sur le territoire de la commune de Blan, dans le département du Tarn en région Occitanie.
C'est une halte, mise en service en 1865 par la Compagnie des chemins de fer du Midi et du Canal latéral à la Garonne (Midi), elle est définitivement fermée au trafic des voyageurs en 1945. Situé sur une section déclassée et déferrée, le bâtiment est toujours présent et réaffecté pour une utilisation privée. 

## Situation ferroviaire
Établie à 185 mètres d'altitude, la halte de Blan est située au point kilométrique (PK) 342,79x de la ligne de Castelnaudary à Rodez, entre les gares de Revel - Sorèze et de Lempaut. 
La section de Revel à La Crémade, sur laquelle est située la halte, est déclassée depuis 1985.

## Histoire
La halte de Blan est mise en service le 16 avril 1865 par la Compagnie des chemins de fer du Midi et du Canal latéral à la Garonne (Midi), lorsqu'elle ouvre à l'exploitation l'embranchement de Castelnaudary à Castres. En 1869, la recette de la halte est de 2 891,27 Francs.
Lors de sa séance du 27 août 1885, le Conseil général renouvelle le vœu pour la transformation de la halte en station avec bagages.
En 1904, le trafic de la halte représente annuellement 25 900 montées et descentes de voyageurs.
Elle est officiellement fermée au service des voyageurs le 15 mai 1939 par la Société nationale des chemins de fer français (SNCF), lorsqu'elle ferme ce service sur la section de Castelnaudary à Castres. Néanmoins ce service est exceptionnellement rétabli durant la Seconde Guerre mondiale, le 5 mai 1941 du fait des difficultés à assurer le service routier de remplacement, il est assuré par deux trains mixtes qui font quotidiennement deux fois l'aller et le retour entre Castelnaudary et Castres. Ce service provisoire est fermé à la fin du conflit en 1945.
La section de la ligne entre Revel et La Crémade est fermée au service des marchandises en 1970, puis elle est déclassée et déferrée, en 1985.

## Service des voyageurs
Halte fermée située sur une section de ligne déclassée.

## Patrimoine ferroviaire
Sur le site de la halte l'ancien bâtiment voyageurs et maison du garde barrière, est devenu une habitation privée.